# Grand Island (Nowy Jork)
Grand Island – miasto w Stanach Zjednoczonych, w stanie Nowy Jork, w hrabstwie Erie.